# Busto de Luis XIV (Bernini)
El Busto de Luis XIV es un retrato en mármol realizado por el artista italiano Gian Lorenzo Bernini . Fue creado en el año 1665 durante la visita de Bernini a París . Este retrato escultórico de Luis XIV de Francia ha sido llamado "el retrato más grandioso de la época barroca". El busto se exhibe en el Palacio de Versalles, en el Salón de Diana del Gran Apartamento del Rey .

## Llegada de Bernini a la corte francesa
Gian Lorenzo Bernini, conocido como Le Bernin (1598-1680), llegó a Francia por invitación de Luis XIV en 1665. Paul Fréart de Chantelou, que se encargó de acompañarle y servirle como traductor, anotó en su diario todos los detalles de los pasos del gran artista romano. Bernini llegó a París el 2 de junio de 1665, encontrándose con el rey en Saint-Germain-en-Laye dos días más tarde. El encargo del busto, formulado por el propio rey el 20 de junio, fue aceptado, no sin vacilación, por el viejo artista.

## Descripción
La figura del rey se mantiene serena, sus ojos miran hacia la derecha, imponiendo un respeto inimaginable frente aquel que lo mira. Hay que mencionar la suntuosa seda que compone la vestimenta del monarca, este tiene unos pliegues perfectos, que contrastan increíblemente con la imponente armadura del retratado.
La cabeza del rey junto con sus prendas parecen volar por el espacio, esto se complementa con una estructura piramidal, que convierte al monarca en una figura de gran calibre. El largo pelo que caracteriza tanto a la aristocracia europea de la época, influye con gran notoriedad en la obra, que refleja el poder social, económico y militar del rey galo.
Bernini es un genio de la escultura, y no iba a mostrar menos en este busto. La luz, el juguete preferido del artista para hacer de esta escultura una obra de arte de pies a cabeza, es usada con gran elegancia para recrear un claroscuro, algo muy típico del barroco.

## Recepción Inmediata
A pesar de las polémicas que tuvo que cargar Bernini por culpa de algunos miembros de la corte real, el busto fue aplaudido por el rey galo, que apreció con gran notoriedad el realismo del retrato. El pelo, los ojos y la nariz reflejan la experiencia de Bernini en su máximo punto de gloria, todas las características que componen esta elegante obra son, sin duda, lo que han hecho que esta obra fuese reconocida por el público como una de las obras maestras de la corte.

## Otras lecturas
- Rudolf Wittkower, Busto de Luis XIV de Bernini, 1951
- Paul Fréart de Chantelou, Diario de la visita del Cavaliere Bernini a Francia, 1985, ed. Antonio Blunt
- Robert T. Petersson, Bernini y los excesos del arte, 2002
- Bernini y el nacimiento del retrato escultórico barroco, ex.cat., 2008, ed. Andea Bacchi, Catherine Hess y Jennifer Montagu
- Bernini Scultore: La Nasciata del Barocco en Casa Borghese, 1998, eds. Anna Coliva y Sebastián Schutze
- Irving Lavin, Espíritu visible: el arte de Gianlorenzo Bernini, volumen 1, 2007, págs. 560-574
- Cecil Gould, Bernini en Francia, 1981
- Bernini y Luis XIV: Un duelo de egos, Fuente: Notas en la Historia del Arte, Jeanne Morgan Zarucchi, vol. 25, núm. 2 (invierno de 2006), págs. 32–38